# Писаревська Любов Василівна
Любов Василівна Писаревська (нар. 21 липня 1951, село Григорівка, тепер Пологівського району Запорізької області) — українська радянська діячка, електрозварниця Запорізького виробничого об'єднання «Моторобудівник». Депутат Верховної Ради УРСР 9—10-го скликань.

## Біографія
Освіта середня. Член ВЛКСМ.
З 1968 року — зарядниця шовкомотальної фабрики Запорізької області.
З 1969 року — шліфувальниця, з 1971 року — електрозварниця Запорізького виробничого об'єднання «Моторобудівник» імені 50-річчя Великої Жовтневої соціалістичної революції.
Потім — на пенсії в місті Запоріжжі.

## Нагороди
- ордени
- медалі